# Sandhammaren

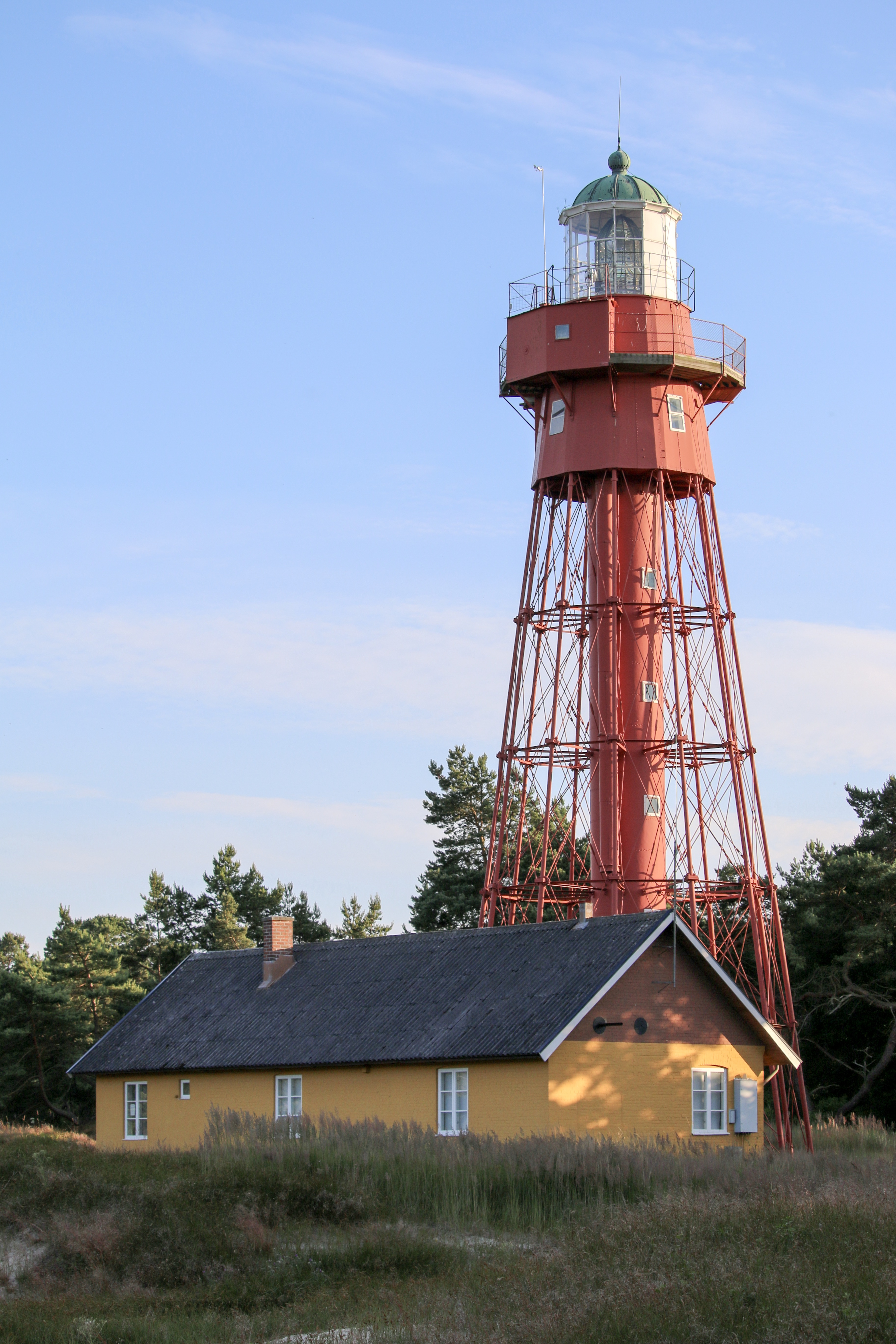
Sandhammarens fyr.

Sandhammaren i Löderups socken i Ystads kommun är det sydostligaste hörnet av Skåne.

## Sanddynerna och stranden
Sandhammaren är till största delen ett naturreservat, Sandhammarens naturreservat, och innanför den breda sandstranden finns stora sanddynsområden, vilket utgör Sveriges största flygsandsfält. Det anses även vara en av Sveriges finaste stränder. Där dynerna stabiliserats har områden med dyngräs, gräshed, ljunghed och ekkrattskog bildats. Omfattande tallplanteringar har gjorts för att binda sandflykten, och i dag är trädsorten den vanligast förekommande i området. Men även ek och björk finns. I skogsområdet finns både älg, ekorre, rådjur och kanin. Förr fanns även en stor ekskog i området som dock Sveriges dåvarande kung Karl XI lät hugga ned. Längs stranden hade nämligen sjörövare sitt näste. De vilseledde sjöfararna med falska ljussken, som var menat att likna fyrljus, vilket bidrog till att de gick på grund. Fartygen plundrades och de överlevande gick hemska öden tillmötes, då de slogs ihjäl av förövarna.
Om Sandhammaren skrev skalden Vilhelm Ekelund följande Mäktig, heroisk kust. Brett, vinande av sand.... Sandstranden är förvisso bred och vindpinad när ostan ligger på. Det där med heroisk får väl tillskrivas den tidens ideal. Däremot är det svenska territorialvattnet utanför udden inte lika brett som på andra delar av kusten. Det sträcker sig här endast cirka 6,5 nautiska mil ut från kustlinjen mot vanliga tolv mil och Danmark hävdar endast tre nautiska mil. På så sätt har en ungefär 9,5 nautiska mil bred korridor skapats i Bornholmsgattet för den fria internationella sjöfarten.

## Sandhammarens fyr
Sandhammarens fyr varnar för de förrädiska sandrevlar utanför udden där starka strömmar får dem att vandra. Fyrstationen bestod ursprungligen av två fyrar som tändes första gången 1862. De var de första i sitt slag i Sverige och är av den framstående fyrkonstruktören Gustav von Heidenstams typ. Den norra fyren släcktes 1891 men stod kvar till 1904, då den monterades ner. Fyren i sin helhet finns emellertid fortfarande kvar på Pite-Rönnskär i Bottenviken, dit den fraktades på pråm efter nedläggningen. Den södra är fortfarande igång.
Under 1800-talets första hälft bodde en gammal gubbe vid namn Ola Fyr vid området kring Sandhammaren, en man som innan de två tvillingfyrarna tändes 1862, såg till att signalera faran till de sjöfarare som passerade kusten. Berättelsen om denna man finns i Frans Löfströms bok "Kring Sandhammaren" som skrevs 1946. Ola Fyr var anställd av lotsverket och såg till att hålla igång en utomhusfyr, i form av en brinnande eld vid stranden. Det sägs att han tillbringade sina nätter i en självgrävd sandhåla bland dynerna där han vaktade elden, och försåg den med bränsle. Till följd av hans uppdrag blev han benämnd som just Ola Fyr, något annat namn finns inte nämnt i boken.

## Sandhammarens räddningsstation
Ännu vid mitten av 1800-talet strandade årligen 10-15 fartyg. Utanför sandstranden breder Sveriges största skeppskyrkogård ut sig. Tusentals skepp har här gått på grund och ligger begravda på havets botten till följd av de kraftiga strömmarna och sandreven. Skeppskyrkogården är även sedan flera hundra år tillbaka känd som en av de största i norra Europa. Sandhammarens räddningsstation undsatte 1 421 personer från tillkomsten 1855 och till nedläggningen 1945. Verksamheten blev senare förflyttad till Kåseberga. I den som museum bevarade sjöräddningsstationen förvaras Sveriges äldsta livräddningsbåt.

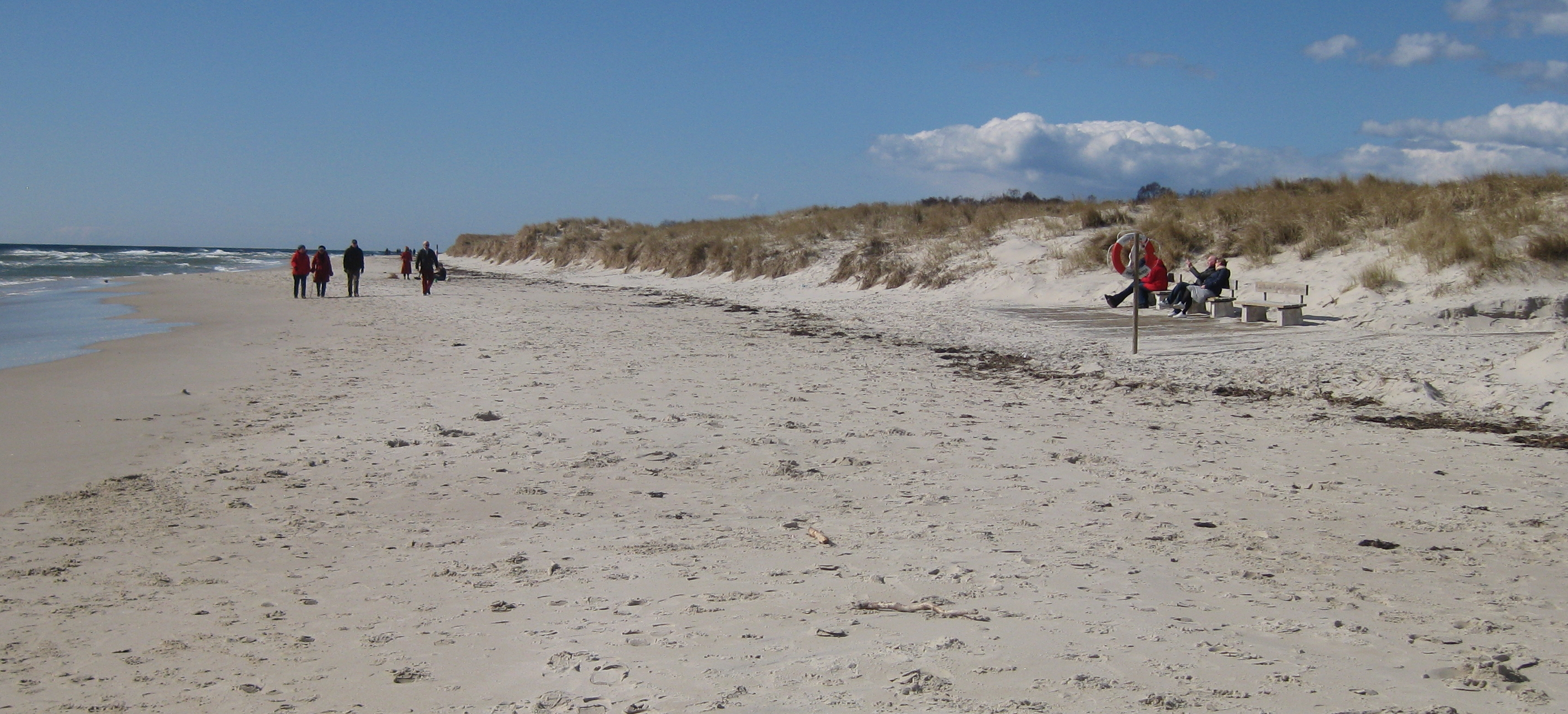
Stranden.
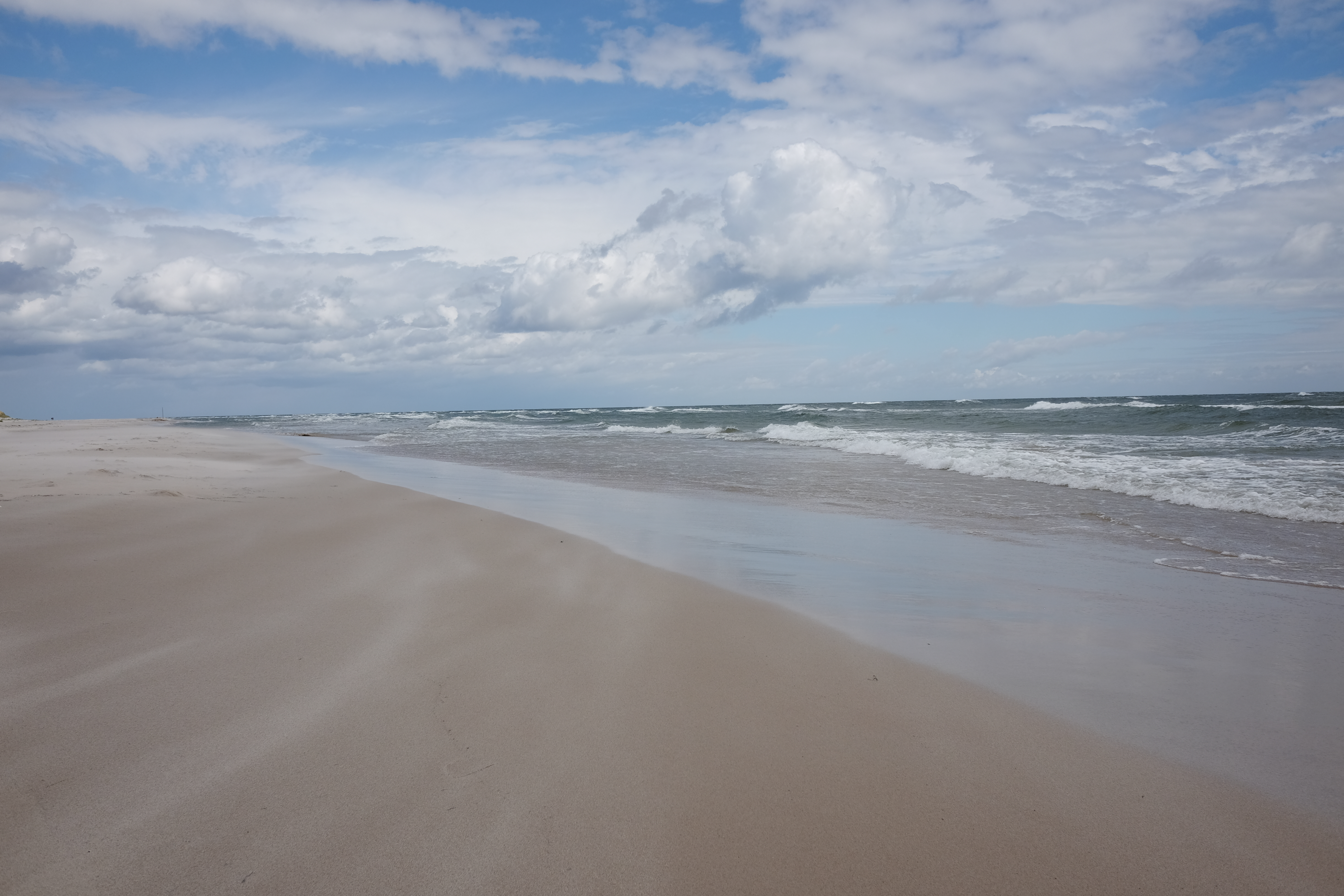
Stranden.
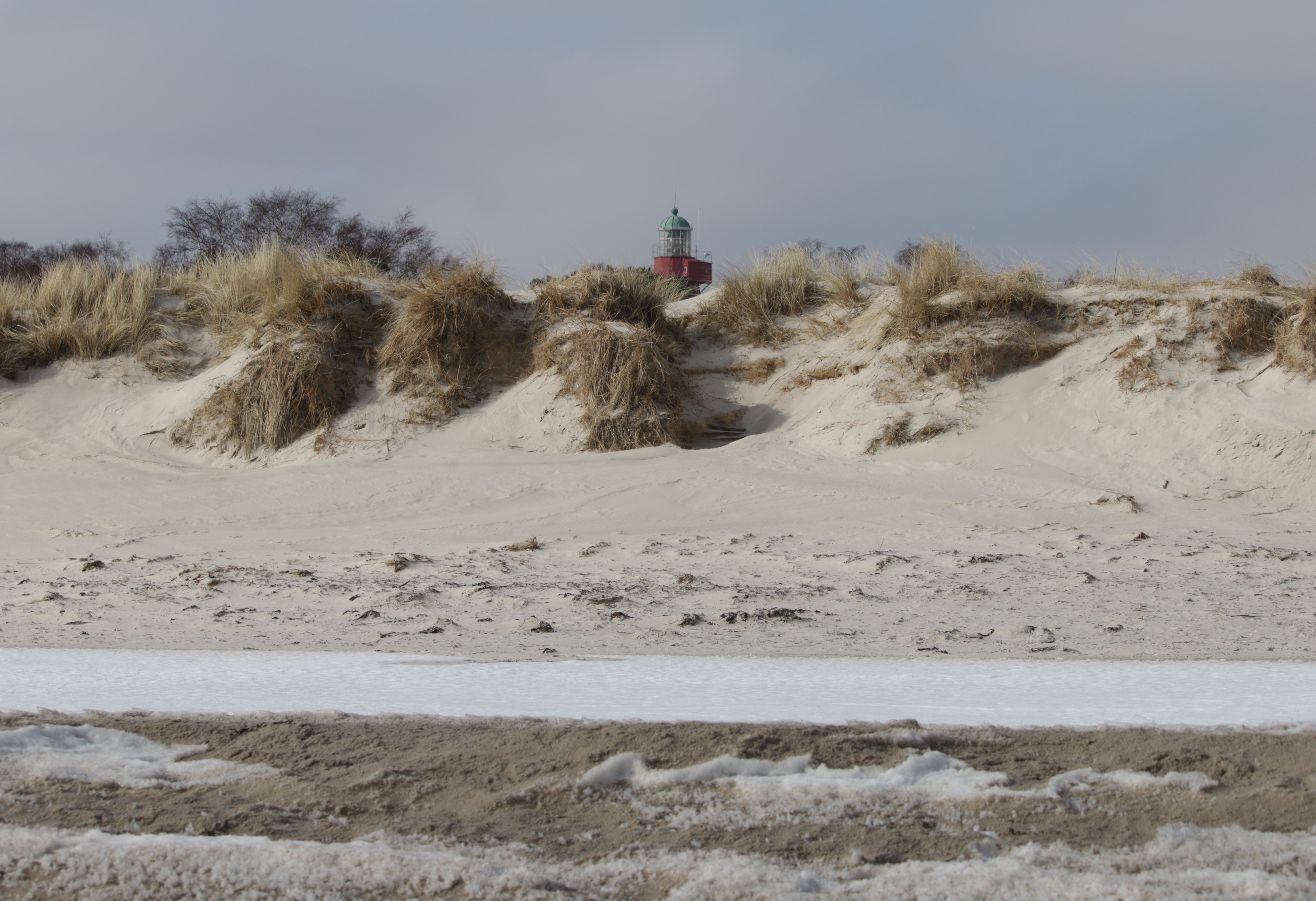
Sanddyner med fyren i bakgrunden.
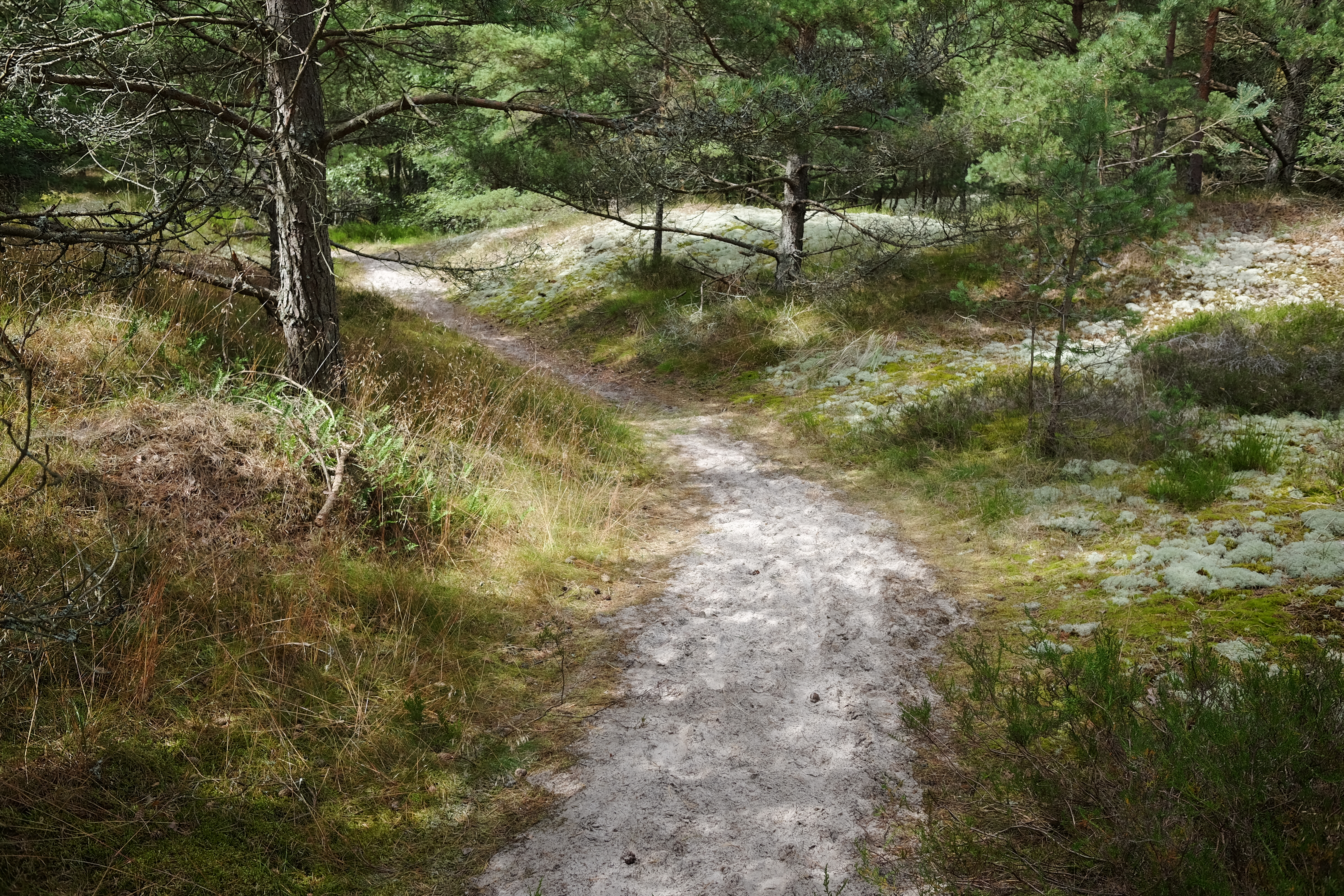
Stig genom skogen.

### Webbkällor
- Ystads kommun
- Löderup turism
- Pite Rönnskär
- Länsstyrelsen i Skåne län